# Laguna Beach (Florida)
Laguna Beach és una concentració de població designada pel cens dels Estats Units a l'estat de Florida. Segons el cens del 2000 tenia 2.909 habitants.

## Demografia
Segons el cens del 2000, Laguna Beach tenia 2.909 habitants, 1.366 habitatges, i 823 famílies. La densitat de població era de 438,7 habitants/km².
Dels 1.366 habitatges en un 19,6% hi vivien nens de menys de 18 anys, en un 48,5% hi vivien parelles casades, en un 7,8% dones solteres, i en un 39,7% no eren unitats familiars. En el 30,7% dels habitatges hi vivien persones soles l'11,5% de les quals corresponia a persones de 65 anys o més que vivien soles. El nombre mitjà de persones vivint en cada habitatge era de 2,13 i el nombre mitjà de persones que vivien en cada família era de 2,6.
Per edats la població es repartia de la següent manera: un 16,9% tenia menys de 18 anys, un 7,4% entre 18 i 24, un 27,7% entre 25 i 44, un 27,8% de 45 a 60 i un 20,2% 65 anys o més.
L'edat mediana era de 44 anys. Per cada 100 dones de 18 o més anys hi havia 98,4 homes.
La renda mediana per habitatge era de 34.875 $ i la renda mediana per família de 41.629 $. Els homes tenien una renda mediana de 26.294 $ mentre que les dones 20.488 $. La renda per capita de la població era de 18.209 $. Entorn de l'11,5% de les famílies i el 14,8% de la població estaven per davall del llindar de pobresa.

## Poblacions més properes
El següent diagrama mostra les poblacions més properes.